# Al-Mazar (Dżanin)
Al-Mazar (arab. ‏المَزار‎) – nieistniejąca już arabska wieś, która była położona w Dystrykcie Dżaninu w Mandacie Palestyny. Wyludniona i zniszczona podczas I wojny izraelsko-arabskiej, po ataku Sił Obronnych Izraela w dniu 30 maja 1948.

## Położenie
Al-Mazar leżała na obszarze płaskiego, zaokrąglonego szczytu nazywanego al-Mazar, wchodzącego w skład wzgórz Gilboa, górujących nad doliną Jezreel w Dolnej Galilei. Szczyt ma strome zbocza, jedynie od strony południowo-wschodniej jest łagodny stok. Wieś była położona się na wysokości 400 m n.p.m., w odległości 9 kilometrów na północny wschód od miasta Dżanin. Według danych z 1945 do wsi należały ziemie o powierzchni 1450,1 ha. We wsi mieszkało wówczas 270 osób.
| własność gruntów | powierzchnia gruntów (ha) |
| ---------------- | ------------------------- |
| Arabowie         | 1447,2                    |
| Żydzi            | 0                         |
| publiczne        | 2,9                       |
| Razem            | 1450,1                    |

| Rodzaj użytkowanych gruntów | Arabowie (ha) | Żydzi (ha) |
| --------------------------- | ------------- | ---------- |
| uprawy oliwek               | 6,8           | 0          |
| uprawy nawadniane           | 22,9          | 0          |
| uprawy zbóż                 | 522,1         | 0          |
| nieużytki                   | 904,2         | 0          |
| zabudowane                  | 0,9           | 0          |

## Historia
Na obszarze wioski pochowano poległych z bitwy pod Ajn Dżalut, w której w 1260 Mamelucy pokonali wojska mongolskie. W okresie Imperium Osmańskiego, w 1799 wieś spaliły wojska francuskie generała Napoleona Bonaparte.
W okresie panowania Brytyjczyków al-Mazar była niewielką wsią, której mieszkańcy utrzymywali się z upraw zbóż, owoców i oliwek.
Przyjęta 29 listopada 1947 Rezolucja Zgromadzenia Ogólnego ONZ nr 181 przyznała te tereny państwu arabskiemu. Wieś al-Mazar znalazła się na granicy z terytoriami żydowskimi, i z tego powodu podczas wojny domowej w Mandacie Palestyny stacjonowały w niej siły Arabskiej Armii Wyzwoleńczej. W kwietniu 1948 żydowskie siły Palmach podjęły nieudaną próbę likwidacji tutejszych baz arabskich milicji. Podczas I wojny izraelsko-arabskiej, w dniu 28 maja 1948 izraelska armia rozpoczęła operację Erez, w trakcie której 30 maja zajęto wieś al-Mazar. Wysiedlono wówczas wszystkich jej mieszkańców i wyburzono wszystkie domy.

## Miejsce obecnie
W rejonie wsi al-Mazar powstał w 1986 moszaw Gan Ner.
Palestyński historyk Walid Chalidi tak opisał pozostałości Al-Mazar:

Okolica jest porośnięta cierniami i kaktusami, oraz zasłana kamiennym gruzem. Żaden z domów wsi nie ocalał. Na części terenu rosną drzewa migdałowe. Okoliczne wzgórza są wykorzystywane jako pastwiska, inna część jest pokryta lasem.